# Pseudothecadactylus lindneri
Espèce
Pseudothecadactylus lindneri est une espèce de gecko de la famille des Diplodactylidae.

## Répartition
Cette espèce est endémique de la Terre d'Arnhem au Territoire du Nord en Australie.

## Étymologie
Cette espèce est nommée en l'honneur de David A. Lindner.

## Publication originale
- Cogger, 1975 : New lizards of the genus Pseudothecadactylus (Lacertilia: Gekkonidae) from Arnhem Land and northwestern Australia. Records of the Australian Museum, vol. 30, n. 3, p. 87-97 (texte intégral).